# 데이노케이루스
데이노케이루스(학명: Deinocheirus mirificus 데이노케이루스 미리피쿠스[*])는 중생대 백악기 후기(7,000만년 전), 오늘날 아시아대륙에서 서식한 2족보행의 잡식공룡이다. 용반목-수각아목-데이노케이루스과에 속하는 종이다. 화석은 몽골 남부에서 발견되었다. 전체 몸 길이는 약 11m, 키는 약 5.5m, 체중은 6t~7t 정도 되었을 것으로 추정된다. 팔의 길이는 2.4m이다. 학명은 그리스어로 '무서운 손(terrible hand)'이라는 뜻을 가지고 있다.

## 생김새
오르니토미무스류에 속하지만 등 윗쪽의 척추 돌기(신경배돌기)가 스피노사우루스처럼 솟아나 있고, 다리는 타 오르니토미무스류보다 훨씬 더 짧아서 육식공룡으로부터 도망치는것은 거의 불가능했지만 커다란 발톱으로 육식공룡의 공격을 막아냈을것으로 보인다. 게다가 거대한 머리 때문에 긴 목이 S자로 친척들보다 굵고 많이 휘어 있었으며, 부리 역시 저어새처럼 생긴 형태로 오르니토미무스상과와 판이하게 달랐다. 전체적으로 오르니토미무스에 테리지노사우루스의 특징이 섞인 모습인데, 이러한 특징은 빠른 속도로 질주하는 일반적인 오르니토미무스류와는 전혀 다른 생활사를 가졌을 것이라는 추측이 가능하다. 더불어 2014년 5월 6일, 도난 당했던 데이노케이루스의 두개골과 발목 화석이 몽골로 반환되었는데, 두개골은 하드로사우루스과나 저어새의 부리와 비슷한 구조이다. 꼬리에서 꽁지깃을 지탱하는 미단골이 발견되어 이 공룡도 덥고 습한 기후를 고려하여 과시용이나 위협용으로 날개와 깃털을 가졌을 것이라고 생각된다. 거대한 팔을 가졌지만, 전체 비율상으로 볼 때는 다른 타조공룡과 팔이 차지하는 비율이 크게 다르지 않다.

## 생활사
데이노케이루스가 살던곳은 주로 호숫가나 강가였다고 추측한다. 또한 턱이 두껍고 부리가 넓적하며, 목이 길어 오늘날의 물새와 비슷하게 먹이활동을 했다고 추정한다. 긴 앞다리와 발톱은 물가의 식물을 모으거나 타르보사우루스같은 육식공룡을 방어하는 무기가 되었다고 추정한다. 물가의 식물과 물고기, 각종 수생동물들을 넓적하고 긴 부리로 흡입하는 식으로 먹이활동을 했다고도 추정한다.

## 발견

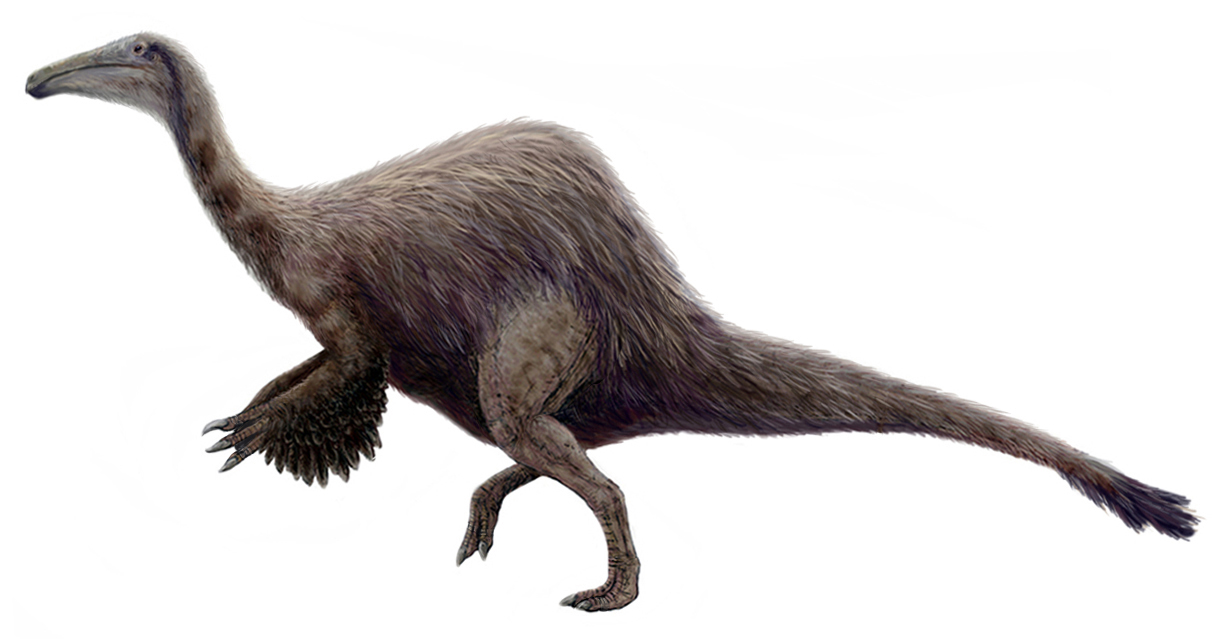
데이노케이루스의 상상도

1965년 폴란드의 화석 발굴단에 의하여 앞팔 한 쌍만 발견된 뒤 54년 동안 나머지 부분이 발견되지 않아 전체 골격 구조를 알 수 없었고, 공격적인 팔의 모양 탓에 카르노사우루스하목에 속하는 것으로 간주되어 왔다. 복원도는 큰 손과 긴 발톱이 달린 육식공룡의 형태였다. 이후 2009년에 이융남 박사 등이 속한 한몽국제공룡탐사팀이 추가로 다른 부위의 화석을 발견하였고, 이를 토대로 이 공룡이 낙타처럼 등이 솟은 잡식 공룡임이 밝혀졌다. 또한 데이노케이루스의 유해가 타르보사우루스에 의해 스케빈징된 흔적도 나왔다.

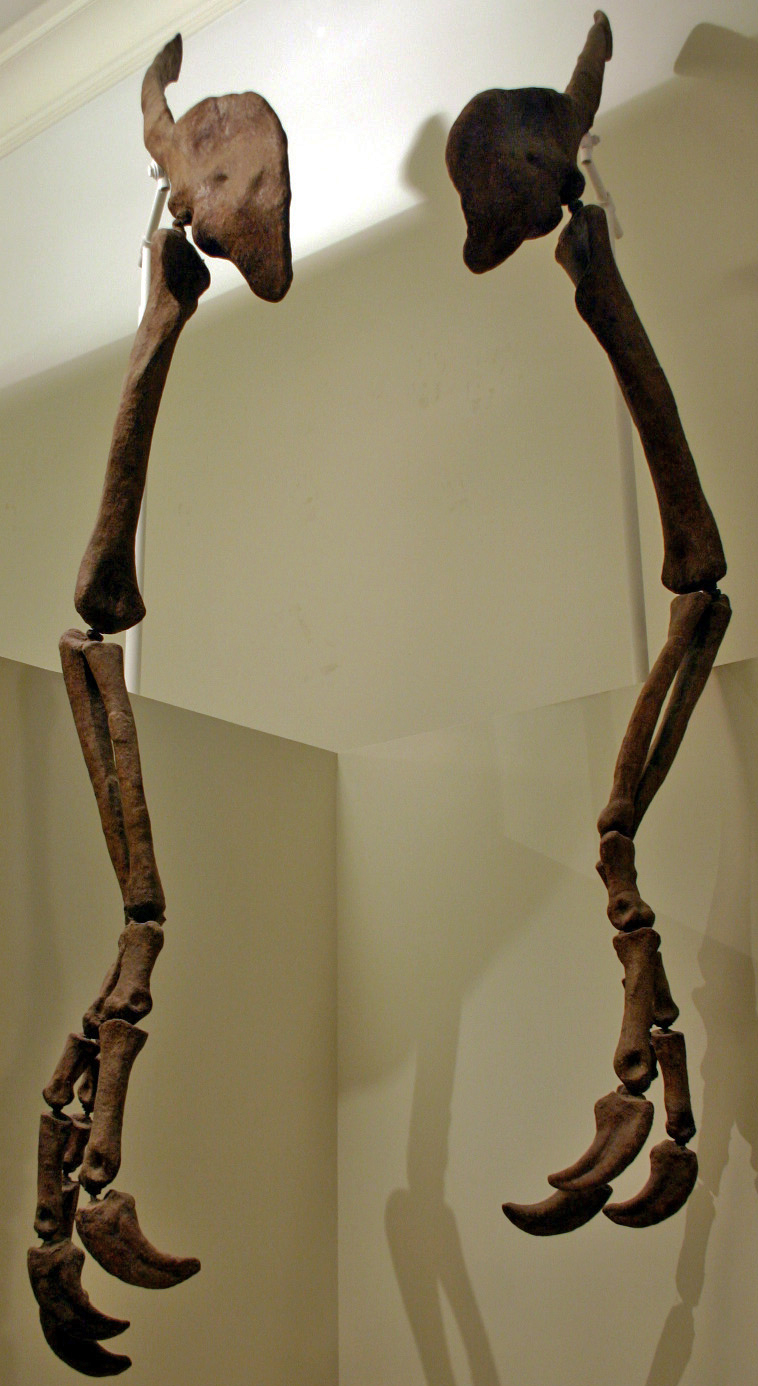
데이노케이루스의 팔